# الوجى (القفر)

تعديل مصدري - تعديل

الوجى محلة تابعة لقرية حقنة، التابعة لعزلة الكرابة بمديرية القفر إحدى مديريات محافظة إب في الجمهورية اليمنية.، بلغ تعداد سكانها 36 حسب تعداد اليمن لعام 2004.